# Oreste (préfet d'Alexandrie)
Pour les articles homonymes, voir Oreste (homonymie).
Oreste est un préfet impérial d'Alexandrie peu de temps après que le jeune Cyrille a succédé comme patriarche d'Alexandrie à son oncle Théophile d'Alexandrie.

## Biographie
Oreste résiste aux volontés de Cyrille d'empiétement ecclésiastique sur des prérogatives civiles[non neutre]. Le conflit qui s'engage entre les deux responsables est symbolique de tous les conflits futurs entre le pouvoir civil et le pouvoir religieux. Le préfet Oreste, récemment converti au christianisme, mais modéré et tolérant, est inquiet de la volonté de pouvoir de Cyrille et envoie à ce sujet un rapport cinglant à l'empereur Théodose II,,. Vers 414–415 ap J.-C., Cyrille d'Alexandrie va alors se servir de ses fidèles les plus agités : les parabolanes, basés dans le désert de Nitrie, qui marchent sur Alexandrie. Au cours d'échauffourées, l'un de leurs meneurs, Ammonios, est tué, ravivant la colère de la foule qui réclame qu'il soit déclaré martyr. L'empereur doit intervenir pour calmer les hostilités entre son préfet et le patriarche.
Le préfet Oreste bénéficie aussi de l'amitié et du soutien politique d'Hypatie, fille de Théon, philosophe néo-platonicienne, qui jouissait d'une autorité morale considérable à Alexandrie. Nombre de jeunes gens de familles aisées venaient étudier auprès d'elle la pensée de Plotin, beaucoup obtenant ensuite des postes élevés soit dans le gouvernement, soit dans l'Église. Fanatisés, les parabolanes, ne tolérant plus l'enseignement philosophique d'Hypatie, l'accusent de pratiques magiques, se dirigent vers sa maison, l'enlèvent et la lynchent sauvagement dans les rues d'Alexandrie. Socrate le Scolastique raconte qu'un groupe sous les ordres du lecteur Pierre déshabillèrent Hypatie et la tuèrent à coups de pots cassés.
Une enquête, diligentée par le préfet Oreste, est ouverte, mais est promptement étouffée par crainte d'un nouveau soulèvement des pauvres d'Alexandrie, solidaires des parabolanes et du patriarche Cyrille. Après cette date, on perd la trace du préfet, peut-être muté dans une autre ville après ces troubles dans une ville meurtrie, qui avait été par le passé l'une des grandes métropoles du monde méditerranéen, empreinte grâce au Muséïon de culture, de philosophie et de tolérance.